# Huracán Irene (2005)
El huracán Irene fue un huracán categoría 2 del tipo Cabo Verde que azotó la costa este de los Estados Unidos en agosto de 2005. Irene fue la novena tormenta tropical a la que se le puso nombre en la temporada 2005 y el cuarto huracán de la misma. Se formó cerca de Cabo Verde el 4 de agosto, atravesó el Atlántico y se movió hacia el norte hasta llegar a las cercanías de las Islas Bermudas antes de convertirse en un ciclón extratropical cuando estaba cerca de la isla de Terranova. Irene persistió durante 14 días como sistema tropical y fue la tormenta de mayor duración de la temporada.
Irene resultó ser una tormenta difícil de predecir debido a sus constantes debilitamientos. Después de casi disiparse el 10 de agosto, alcanzó su punto máximo como un huracán de categoría 2 el 16 de ese mes, antes de ser absorbido por un sistema extratropical el 18. Existía el temor inicial de que entrara en tierra en los Estados Unidos debido a la incertidumbre en las predicciones del rumbo que podía tomar la tormenta, pero finalmente el huracán nunca se acercó a la costa y no se registraron daños. Sin embargo, ocasionó un mar de fondo de 2,4 metros y fuertes corrientes de resaca que ocasionaron una muerte en Long Beach, Nueva York.

## Historia Meteorológica

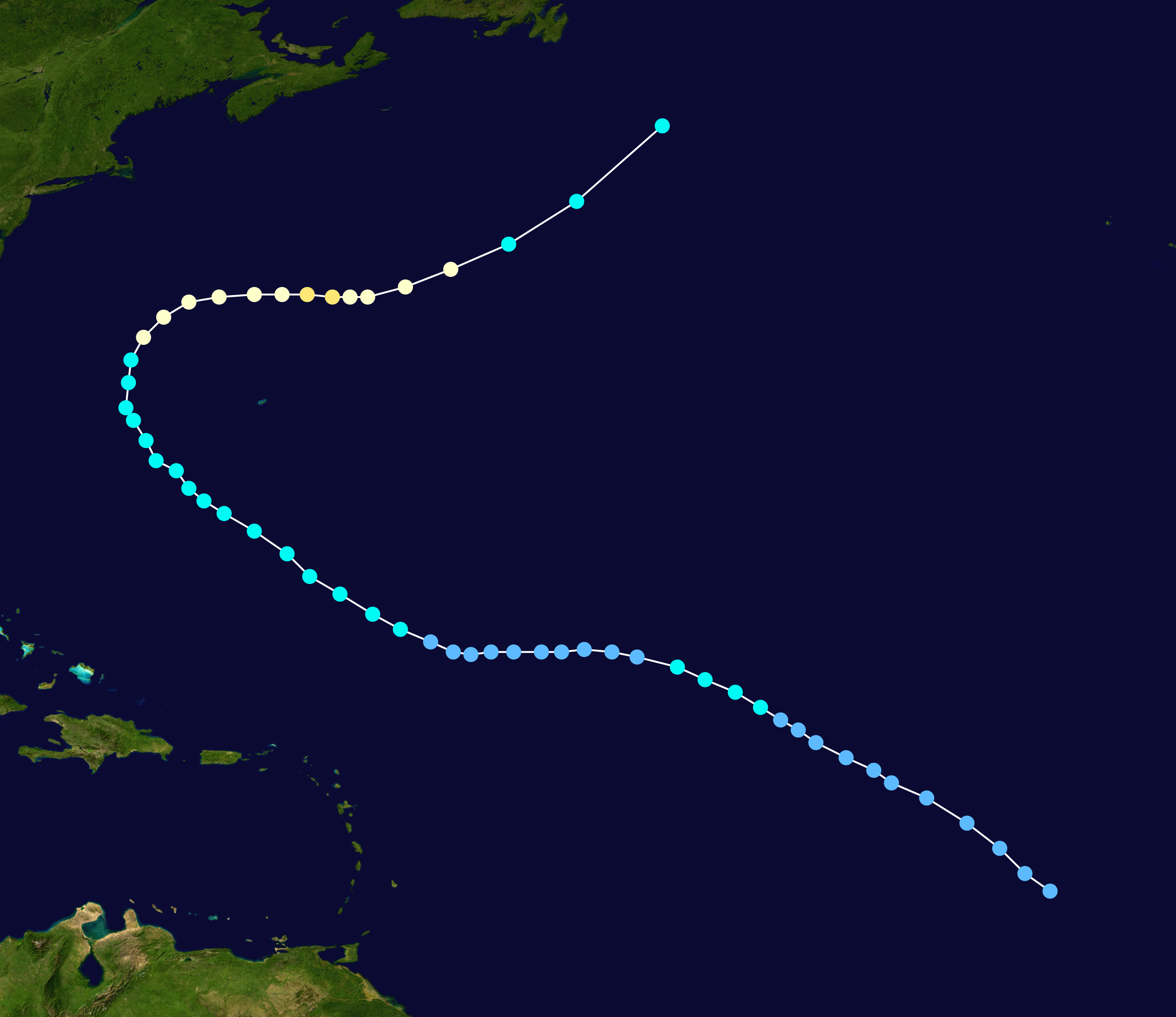
Recorrido de Irene.

Una vigorosa onda tropical se alejó de la costa occidental de África el 1 de agosto, en un principio débil debido a las frías temperaturas de la superficie del mar. Se movía hacia el oeste y pasó cerca de Cabo Verde, donde la convección comenzó a aumentar. El sistema se volvió más organizado y se convirtió en una depresión tropical en la tarde del 4 de agosto, a 1 100 km al suroeste de las islas de Cabo Verde. En la madrugada del 5 de agosto, la depresión se volvió bruscamente hacia el noroeste a una zona de mayor cizalladura, haciendo que algunos modelos computarizados de predicción marcaran que la depresión se había disipado, mientras que otros predijeron un fortalecimiento constante. La repentina amenaza de la tormenta ocasionó que el Centro Nacional de Huracanes (NHC) consultara al meteorólogo Lixion Avila ante lo que este comentó: «Qué poco sabemos acerca de la génesis de los ciclones tropicales». A pesar de las desfavorables condiciones de su entorno y su desorganización, la depresión tropical se continuó fortaleciendo y se convirtió en la tormenta tropical Irene el 7 de agosto, encontrándose a 1 865 km al este de las Antillas Menores.

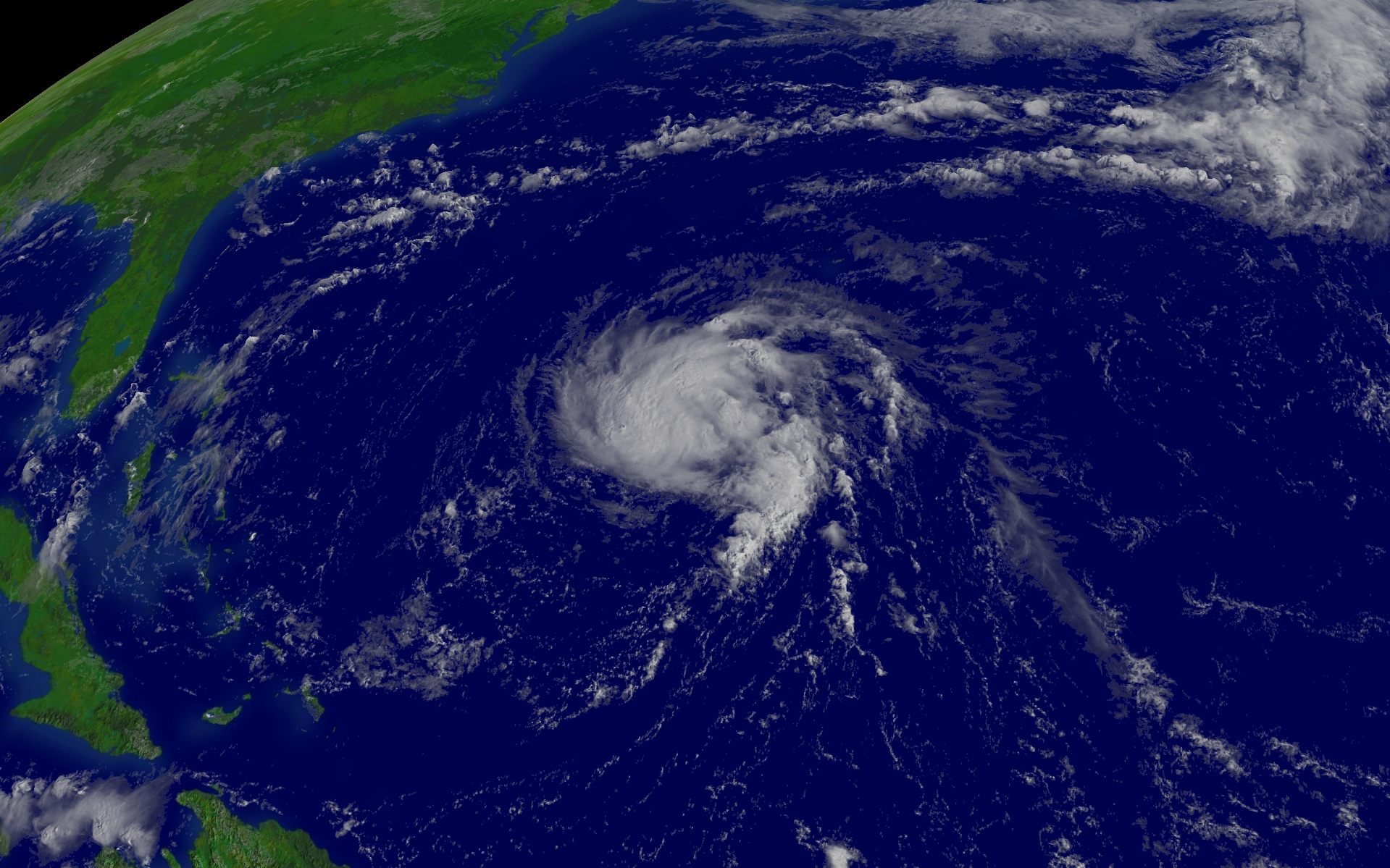
Irene como tormenta tropical el 12 de agosto.

Debido a que Irene estaba en un ambiente cargado de aire seco y de alta cizalladura, el 8 de agosto se debilitó tanto que pasó a ser una depresión tropical. En la mañana del 10 de agosto, cuando pasaba al norte de las Antillas Menores, Irene casi se disipa en una baja remanente, pero los meteorólogos predijeron que la tormenta iba a sobrevivir, sin muchas esperanzas de que ello sucediera. Sin embargo, las aguas más cálidas y la menor cizalladura del viento permitieron a Irene volverse gradualmente más organizado, mientras pasaba al sur de las Bermudas, y se convirtió una vez más en una tormenta tropical, en la madrugada del 11 de agosto.
Debido a las incertidumbres acerca de cómo la región dorsal subtropical podría interactuar con Irene, los modelos continuaron dando señales poco claras sobre el futuro de la tormenta. Algunos de los modelos anticiparon que Irene entraría en tierra en Carolina del Norte, mientras que otros sostenían que Irene se disiparía. La incertidumbre terminó cuando una debilidad en la dorsal subtropical permitió a Irene moverse fuertemente hacia el norte, lo que provocó que la tormenta pasara en medio del Outer Banks de Carolina del Norte y las Bermudas el 15 de agosto. Poco después, el alto nivel de una débil cizalladura, permitió que Irene se intensificase rápidamente, transformándose primero en un huracán, y luego en un huracán de categoría 2 con su fuerza máxima de 170 km/h en la tarde del 16 de agosto, mientras viajaba a 560 km al noreste de las Bermudas, también alcanzó una presión mínima de 970 hPa. Aunque los meteorólogos del CNH pensaron que era probable que Irene se convirtiera en un huracán, no esperaban una intensificación de tal magnitud.
Irene entró en una región donde la cizalladura aumentó y se vio debilitado, como resultado de esto se convirtió en una tormenta tropical el 18 de agosto, cuando continuaba su recorrido a 830 km al sur de Cape Race, Terranova. Una vez que se movió sobre aguas mucho más frías, la tormenta tropical Irene se convirtió en extratropical y finalmente fue absorbido por un sistema extratropical más tarde ese mismo día. Irene se prolongó durante 14 días como un sistema tropical convirtiéndose en la tormenta de mayor duración de la temporada.

## Impacto, récord y nombramiento

Imagen satelital de la tormenta tropical Irene el 14 de agosto frente a las costas de los Estados Unidos.

A pesar de la larga vida de Irene, no hubo reportes de que los vientos de la tormenta tropical afectaran a los barcos. No hubo daños ni víctimas como consecuencia de Irene. Sin embargo, el huracán generó fuertes olas y aumentó el riesgo de corrientes de resaca a lo largo de la costa este de los Estados Unidos. En muchas playas de Nueva Jersey, las actividades de natación estuvieron restringidas, y los salvavidas de las playas llevaron a cabo más de un centenar de rescates en un período de tres días. Las olas en la costa de Nueva York alcanzaron entre 1,2 y 2,4 m. El 14 de agosto, un joven de 16 años murió ahogado luego de ser atrapado por una corriente de resaca cerca de Long Beach. Su cuerpo fue recuperado el 16 de agosto, después de un lavado en tierra.
Cuando la tormenta tropical Irene se formó el 7 de agosto, fue la fecha más temprana para la formación de la novena tormenta tropical de una temporada de huracanes del Atlántico, batiendo por 13 días el récord anterior en poder de una tormenta en la temporada de 1936. Esta tormenta también marcó la quinta vez que se utilizó el nombre «Irene» para un ciclón tropical del Atlántico. Debido a la falta de efectos en la tierra del huracán Irene, el nombre no fue retirado por la Organización Meteorológica Mundial y se volvió a utilizar en la temporada 2011.